# Уряд Камбоджі
Уряд Камбоджі — найвищий орган виконавчої влади Камбоджі.

## Голова уряду
- Прем'єр-міністр — Хун Сен (англ. Hun Sen).
- Постійний перший заступник прем'єр-міністра Камбоджі — Мен Сам Ан (англ. Men Sam An).
- Віце-прем'єр-міністр — Бін Чхін (англ. Bin Chhin).
- Віце-прем'єр-міністр — Хор Намхонг (англ. Hor Namhong).
- Віце-прем'єр-міністр — Ке Кімян (англ. Ke Kimyan).
- Віце-прем'єр-міністр — Кеат Чхон (англ. Keat Chhon).
- Віце-прем'єр-міністр — Нхек Бунчхай (англ. Nhek Bunchhay).
- Віце-прем'єр-міністр — Сар Кхенг (англ. Sar Kheng).
- Віце-прем'єр-міністр — Сок Ан (англ. Sok An).
- Віце-прем'єр-міністр — генерал Теа Бан (англ. Tea Banh).
- Віце-прем'єр-міністр — Ийм Чхай Лі (англ. Yim Chhai Ly).

## Кабінет міністрів
Склад чинного уряду подано станом на 23 травня 2016 року.
| Логотип | Міністерство                                                           | Міністр                              | Фото | Час на посаді | Час на посаді | Партія | Партія | Вебсайт |
| ------- | ---------------------------------------------------------------------- | ------------------------------------ | ---- | ------------- | ------------- | ------ | ------ | ------- |
|         | Міністерство внутрішніх справ                                          | Сар Кхенг (Sar Kheng)                |      |               |               |        |        |         |
|         | Міністерство водних ресурсів і метеорології                            | Лім Кеан Хо (Lim Kean-Hao)           |      |               |               |        |        |         |
|         | Міністерство екології                                                  | Сей Самал (Say Samal)                |      |               |               |        |        |         |
|         | Міністерство економіки і фінансів                                      | Аун Порн Монірот (Aun Porn Moniroth) |      |               |               |        |        |         |
|         | Міністерство житлово-комунального господарства і транспорту            | Сун Чантол (SUN Chanthol)            |      |               |               |        |        |         |
|         | Міністерство зв'язків із парламентом                                   | Мен Сам Ан (Men Sam An)              |      |               |               |        |        |         |
|         | Міністерство землевпорядкування, урбанізації та будівництва            | Чеа Софара (Chea Sophara)            |      |               |               |        |        |         |
|         | Міністерство закордонних справ і міжнародного співробітництва          | Хор Намхонг (Hor Namhong)            |      |               |               |        |        |         |
|         | Міністерство інформації                                                | Кхіу Канхарит (Khieu Kanharith)      |      |               |               |        |        |         |
|         | Міністерство культури і мистецтв                                       | Пхоеунг Сакона (Phoeung Sakona)      |      |               |               |        |        |         |
|         | Міністерство культів і релігії                                         | Хім Чхем (Him Chhem)                 |      |               |               |        |        |         |
|         | Міністерство оборони                                                   | генерал Теа Бан (Tea Banh)           |      |               |               |        |        |         |
|         | Міністерство освіти, молоді та спорту                                  | Ханг Чуон Нарон (Hang Chuon Naron)   |      |               |               |        |        |         |
|         | Міністерство охорони здоров'я                                          | Мам Бун Хенг (MAM BUN Heng)          |      |               |               |        |        |         |
|         | Міністерство планування                                                | Чхай Тхан (Chhay Than)               |      |               |               |        |        |         |
|         | Міністерство пошти і телекомунікацій                                   | Трам Ів Теук (Tram Iv Teuk)          |      |               |               |        |        |         |
|         | Міністерство громадських служб і транспорту                            | Ітх Сам Хенг (Ith Sam Heng)          |      |               |               |        |        |         |
|         | Міністерство промисловості, гірництва та енергетики                    | Чам Прасідх (Cham Prasidh)           |      |               |               |        |        |         |
|         | Міністерство соціального забезпечення, ветеранів і реабілітації молоді | Ворнг Саут (Vorng Saut)              |      |               |               |        |        |         |
|         | Міністерство сільського розвитку                                       | Оук Рабун (Ouk Rabun)                |      |               |               |        |        |         |
|         | Міністерство сільського, лісового і рибного господарств                | Венг Сакхон (Veng Sakhon)            |      |               |               |        |        |         |
|         | Міністерство торгівлі                                                  | Пан Сорасак (Pan Sorasak)            |      |               |               |        |        |         |
|         | Міністерство туризму                                                   | Тхонг Кхон (Thong Khon)              |      |               |               |        |        |         |
|         | Міністерство у справах жінок                                           | Інг Кантха Пхаві (Ing Kantha Phavi)  |      |               |               |        |        |         |
|         | Міністерство юстиції                                                   | Анг Вонг Ваттана (Ang Vong Vattana)  |      |               |               |        |        |         |
|         | Міністр кабінету міністрів                                             | Сок Ан (Sok An)                      |      |               |               |        |        |         |